# Provincia de Finlandia Propia
Finlandia Propia, Genuina (en finlandés Varsinais-Suomi; en sueco Egentliga Finland) o del Sudoeste es una provincia histórica en el suroeste de Finlandia, con su centro en la ciudad de Turku. Limita con las provincias, también históricas, de Satakunta, Tavastia y Uusimaa. También se encuentra junto al mar Báltico, frente a las islas Åland. Además hay una región moderna igualmente llamada Finlandia Genuina. Finlandia Propia no debe ser confundida con Finlandia continental.

## Administración

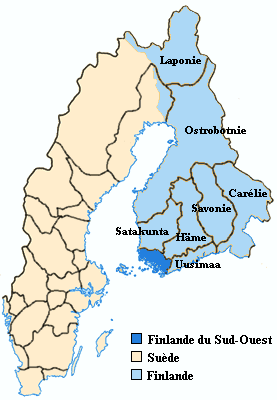
Finlandia Propia como provincia de Suecia.

La provincia histórica de Finlandia Genuina estuvo dentro de los límites de la provincia de Turku y Pori desde 1917 hasta 1997 y de la provincia de Finlandia Occidental desde 1997 hasta 2009, cuando se abolieron las provincias de Finlandia y fueron reemplazadas por regiones.

## Historia
La provincia, que había sido parte de Suecia desde el siglo XII, se separó de dicho país cuando Finlandia fue cedida a Rusia en 1809. Las provincias no tienen una función administrativa hoy en día, pero permanecen como legado histórico en ambos países. Originalmente, "Finlandia" se refería solo a esta región, pero luego reemplazó el significado tradicional de Österland ("tierra oriental").

## Heráldica
Un yelmo dorado delante de dos lanzas doradas situadas en cruz sobre un fondo rojo. Cada lanza lleva un peñón azul de dos puntas con una cruz dorada. Diadema ducal.
Las armas de esta provincia aparecen en el escudo de armas diseñado cuando el rey Juan III adquirió el título de Gran Duque de Finlandia. El yelmo y las lanzas hacen sin duda referencia al Castillo de Turku, el centro militar y administrativo del suroeste de Finlandia. El yelmo también revela la importancia de la nobleza y la caballería establecidas en el medievo.

Escudo de la provincia histórica de Finlandia Propia
Escudo de la provincia de Turku y Pori
Escudo de la provincia de Finlandia Occidental